# 异辛酸铜
异辛酸铜又称2-乙基己酸铜(II)，是一种蓝色固体，化学式为C16H30CuO4。它可由铜和异辛酸为原料，通过电化学方法合成。它是一种路易斯酸，可用作烯烃胺化反应的氧化剂和促进剂。